# Исменије
Исменије је у грчкој митологији било име више личности.

## Митологија
- Према Паусанији, ово је било друго име бога Аполона у Теби, који је имао храм крај реке Исмена. Светилиште бога, у коме се прослављала Дафнефорија, било је смештено ван града.[1]
- Син Аполона и Мелије, према коме је река у Беотији добила назив, а која се раније звала Ладон или Кадмо.[1] Ова Мелија је била поштована у поменутом храму крај Тебе.[2]
- Речни бог, који је имао сина Лина, који је Херакла учио да свира лиру.[3]